# 莽山狸藻
莽山狸藻（学名：Utricularia mangshanensis）為狸藻屬小型的一年生苔蘚生或岩生食虫植物。其种加词“mangshanensis”来源于湖南省莽山，并为当地特有种。2007年，胡光萬正式描述了莽山狸藻。它被認為與靈異狸藻（U. peranomala）之间存在近缘关系。

## 外部連結
- 食虫植物照片搜寻引擎中莽山狸藻的照片 （页面存档备份，存于）
- Utricularia mangshanensis. International Carnivorous Plant Society.

 维基共享资源上的相關多媒體資源：莽山狸藻
 維基物種上的相關：莽山狸藻